# 테드 노스
테드 노스(Ted North, 1916년 11월 3일 ~ 1975년 11월 22일)는 미국의 배우, 영화배우이다.

## 영화
- 헬로우 프리스코, 헬로우 (1943년)
- 리비아 상륙작전 (1942년)
- 록시 하트 (1942년)
- 영 피플 (1940년)
- 채드 한나 (1940년)
- 쾌걸 조로 (1940년)